# Inbred
Inbred ist eine britische Horrorkomödie von Alex Chandon aus dem Jahr 2011. Der Independent-Film enthält eine Reihe von harten Splattereffekten.

## Handlung
Die beiden Sozialarbeiter Kate und Jeff begleiten Tim, Sam, Dwight und Zeb, vier schwierige straffällig gewordene Jugendliche, in das kleine Kaff Mortlake in Yorkshire. Während Jeff sich bei den Jugendlichen anzubiedern versucht, möchte Kate einfach nur ihren Job erledigen. Nach einer kleinen Irrfahrt kommen sie in ihrer heruntergekommenen Hütte an. Da die Jugendlichen sehr gereizt sind, will Jeff ihnen im einzigen Pub des Ortes etwas ausgeben. Dort werden sie in einer skurrilen, heruntergekommenen Dorfkneipe kritisch beäugt, aber dennoch von dem etwas merkwürdig anmutenden Barkeeper Jim bedient.
Am nächsten Tag leisten die Jugendlichen ihre Sozialstunden ab, indem sie auf einem Bahnfriedhof alte Züge ausschlachten. Dabei treffen sie auf drei Jugendliche, die ein Schaf quälen. Als Tim und Sam die Jugendlichen stören, werden sie von ihnen angegriffen. Jeff versucht die Situation zu klären, stürzt aber unglücklich und verletzt sich an der Oberschenkelarterie. Die Gruppe bringt sie zum Pub, um Hilfe zu holen, doch stattdessen köpft Jim den Sozialarbeiter. Die Gruppe wird gefangen genommen.
Sie sollen in einer Art Zirkusshow vor den weitgehend von Inzucht gezeichneten Dorfbewohnern zum Amüsement aller hingerichtet werden. Als erstes wird Zeb hergerichtet. Mit Spargel in der Nase soll er stillhalten, während ein Pferd über ihn geht. Das Pferd zerschmettert seinen Schädel. Währenddessen gelingt der Gruppe die Flucht. Lediglich Dwight gerät wieder in Gefangenschaft. Er wird mit Gülle vollgepumpt, bis er explodiert.
Der Rest schlägt sich bis zur Hütte durch, wo sich ihre Handys befinden sowie die Landkarte. Schließlich belagern die Dorfbewohner das Häuschen und es kommt zu einem Kampf, an deren Ende nur noch Sam überlebt. Ihr gelingt zwar die Flucht, doch sie tritt auf eine Landmine. Sie versucht sich nicht zu bewegen, doch ein Frettchen läuft ihr Hosenbein hoch und die Mine explodiert.
Die überlebenden Dorfbewohner treffen sich auf ein Bier im Pub.

## Hintergrund
Alex Chandon konzipierte Inbred bereits 2001 nach seinem Film Cradle of Fear als Backwoods-Film im Stile von Klassikern wie Blutgericht in Texas (1974) und Hügel der blutigen Augen (1977). Im Film finden sich Querverweise auf die beiden Filme sowie auf Wer Gewalt sät (1971) und Die letzten Amerikaner (1981) sowie einige weitere Genrefilme. Das Drehbuch entstand aber erst 2009 zusammen mit Paul Shrimpton.
Der Film feierte seine Premiere auf dem Film4FrightFest in London 2011. Über den deutschen Filmproduzenten Yazid Benfeghoul wurde der Film auf diversen Festivals gezeigt, darunter auch das Weekend of Horrors in Bottrop.
Der Film erschien im deutschsprachigen Raum zunächst in einer um vier Minuten gekürzten Version, die sowohl als 2D- als auch als 3D-Blu-Ray veröffentlicht wurde. Die DVD und Blu-Ray erschienen trotz der fehlenden Szenen unter dem Siegel „keine Jugendfreigabe“. 2014 legte das Label Mad Dimension den Film der FSK zu einer Neuprüfung vor, sodass im Oktober 2014  in Deutschland auch eine ungekürzte Version erscheinen konnte. Diese ungekürzte Version wurde unter dem irreführenden Zusatz „Director’s Cut“ herausgegeben, obwohl es sich um die eigentliche Schnittfassung handelte.

## Rezeption
Von den verschiedenen Genreeliten wurde Inbred wohlwollend zur Kenntnis genommen. So schrieb Christian Ade auf Filmtipps.at: „Alex (BAD KARMA) Chandon, einst das britische Pendant zu deutschen (Gore)yphäen wie Olaf Ittenbach und Andreas Schnaas gewesen, hat den Amateur-Splatter hinter sich gelassen und kuttelt jetzt auf B-Movie-Niveau herum.(…) Neue Ideen gibt’s nicht, dafür Blut, Kutteln, krude Schocks und kranke Einfälle bis zum Abwinken. Für Freunde gemeingefährlicher Hinterwäldler, knatternder Kettensägen, phallischen Karotten und abgesägter Schrotflinten sicherlich eine Party; alle anderen begegnen INBRED besser mit Vorsicht.“
Haiko Herden von Haikos Filmlexikon schrieb: „Inbred ist quasi ein Prototyp für einen Backwood-Film: (…) Es stimmt die Atmosphäre, so ist der altbritische Pub so alt wie dekorativ, der Eisenbahnwagen-Schrottplatz eine schön rostige Augenweide, und die Fauna hat ebenfalls eine sehr düstere Ambiente. Die Darsteller sind alle okay, die Gewaltszenen herrlich einfallsreich und gleichzeitig eklig. Selbst die deutsche Synchro ist für so einen Film sehr ordentlich geworden. Wie es sich für einen britischen Film gehört, gibt es eine gehörige Portion schwarzen Humor, bei dem ziemlich viele Klischees zur Geltung kommen und bei dem einem ziemlich oft das Lachen im Halse stecken bleibt. Wer Backwoord-Horrorstorys mag, wird hier absolut auf seine Kosten kommen.“
Auf Filmstarts urteilte Kevin Huber: „Zwar reicht „Inbred" nicht an den durchaus ähnlichen, aber im Vergleich einfallsreicheren „Severance" heran, doch das fade Backwood-Mittelmaß lässt er problemlos hinter sich. Fazit: Alex Chandons „Inbred" bietet zwar nichts Neues, ist aber für die Liebhaber des blutigen Horrors und für die Freunde des schwarzen Humors dennoch ein Vergnügen.“
Der Filmdienst dagegen urteilte: „Englische Variante des „Backwood“-Horrors als pures Effekte-Kino mit missratenen, allenfalls unfreiwillig komischen Pointen, die die Zeit bis zum nächsten widerlichen Schlachtfest überbrücken sollen.“